# Branden Leslie
Pour les articles homonymes, voir Leslie.
Branden Leslie, né à Portage la Prairie, est un conseiller politique et homme politique canadien. Il est élu député à la Chambre des communes du Canada lors de l'élection partielle du 19 juin 2023. Il représente la circonscription de Portage—Lisgar en tant que député du Parti conservateur du Canada. 

## Biographie
Né à Portage la Prairie au Manitoba, Branden Leslie est choisi par les membres du Parti conservateur du Canada le 29 avril 2023 comme candidat du parti pour l'élection partielle dans la circonscription de Portage—Lisgar. Il est préféré à Cameron Friesen, l'ancien ministre des Finances du Manitoba et député provincial de Morden-Winkler. Lors de l'élection partielle du 19 juin 2023, il remporte celle-ci avec 64,9 % des voix distançant son plus proche adversaire, le chef du Parti populaire du Canada, Maxime Bernier, par 14 898 voix. Il succède ainsi à la députée sortante, Candice Bergen, dont il est l'ancien directeur de campagne.